# Narodowosocjalistyczny Ruch Holenderski

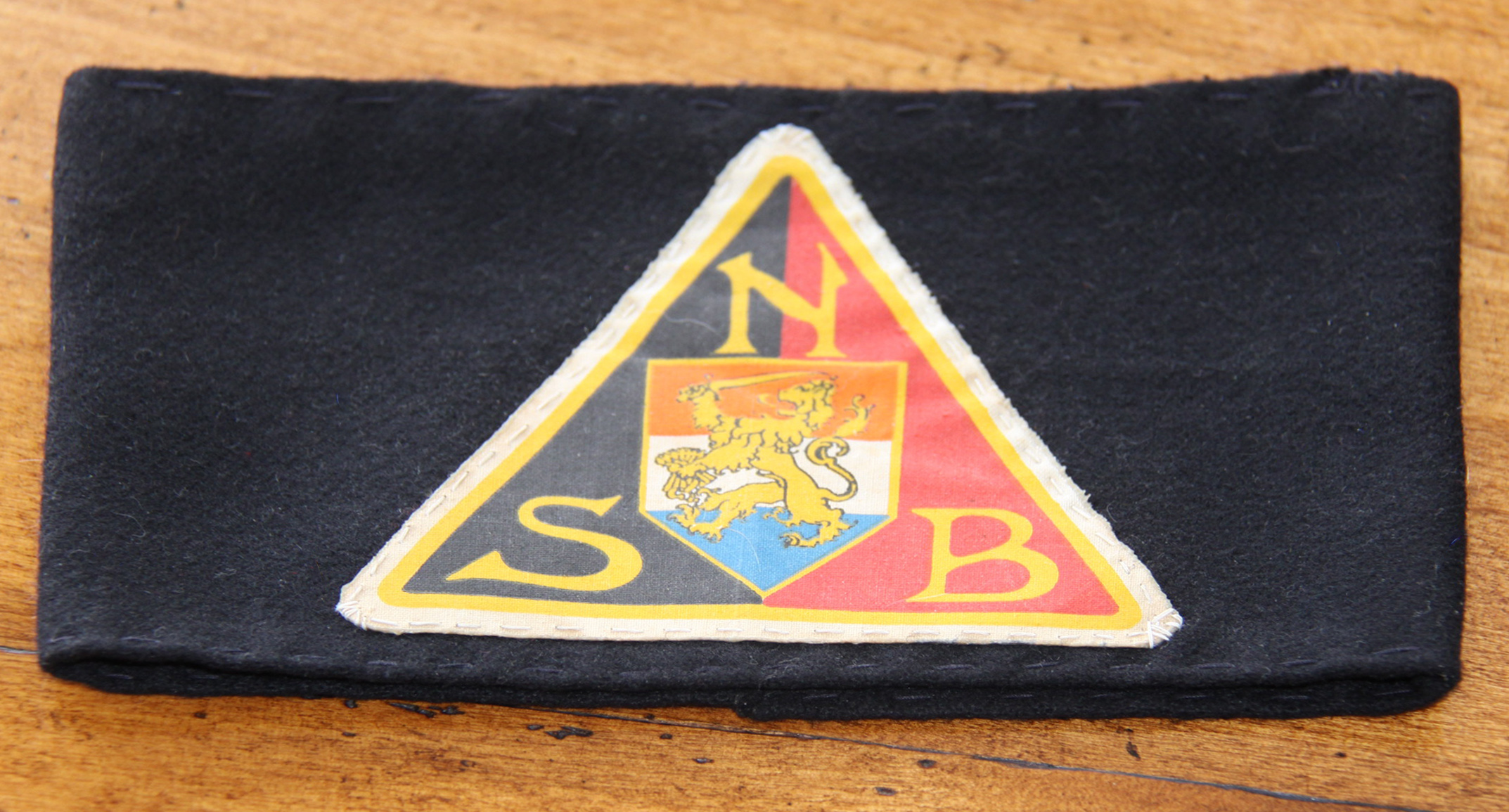
Opaska na ramię używana przez członków NSB

Narodowosocjalistyczny Ruch Holenderski (niderl. Nationaal-Socialistische Beweging der Nederlanden, NSB) – holenderskie skrajnie prawicowe i narodowosocjalistyczne ugrupowanie polityczne, działające od 1931 roku.

## Okres przedwojenny

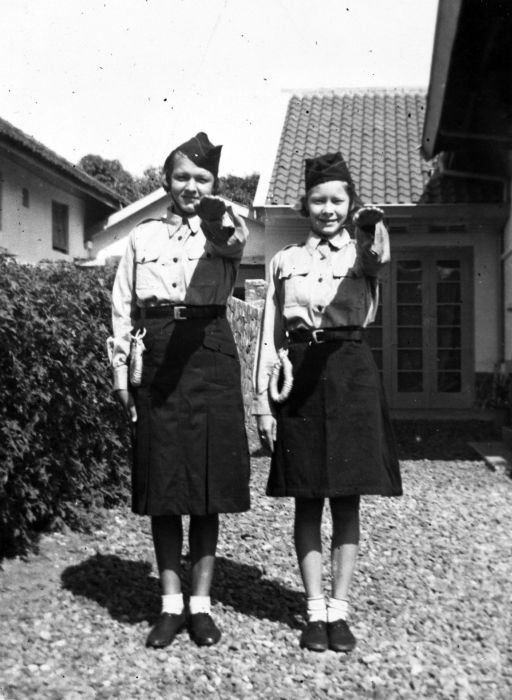
Członkinie organizacji młodzieżowej – Nationale Jeugdstorm

NSB zostało założone w 1931 roku w Utrechcie z inicjatywy Antona Musserta, kombatanta I wojny światowej i byłego członka partii liberalnej oraz Cornelisa van Geelkerkena. W jego skład weszło kilka niewielkich nacjonalistycznych, faszystowskich i narodowosocjalistycznych ugrupowań. W 1933 roku zorganizowano w Utrechcie pierwszy zjazd publiczny partii (Landdag), na który przybyło około 600 jej działaczy. Już w 1934 roku władze państwowe wydały zakaz przynależności urzędników państwowych do NSB, zwalczały go również wszystkie Kościoły. W następnym roku w wyborach do parlamentów prowincjonalnych partia uzyskała 7,9% głosów i 2 miejsca w Eerste Kamer. Liczyła wówczas około 47 tysięcy członków – jednak podczas wyborów do Stanów Generalnych w 1937 dostała zaledwie 4,2% głosów (4 miejsca w Tweede Kamer). Ta tendencja spadkowa utrzymała się także w wyborach prowincjonalnych w 1939 (ponownie 4% głosów). Do 1936 w NSB przeważały wpływy włoskich faszystów. Zmieniła to działalność w partii Rosta van Tonningena, który doprowadził do większego zbliżenia z niemiecką NSDAP i SS. Wyrazem tego była audiencja Musserta u Adolfa Hitlera 16 listopada 1936 roku. Głównym organem prasowym NSB był haski dziennik Nationaal Dagblad, redagowany przez Rosta van Tonningena. W latach 1931–1935 istniały paramilitarne bojówki pod nazwą Weerbaarheidsafdeling (WA), jako odpowiednik hitlerowskiego SA, których członkowie byli ubrani na czarno. Partia miała też swoją młodzieżówkę: Nationale Jeugdstorm. Od 1933 działacze NSB stosowali pozdrowienie Hou zee (na podobieństwo Heil Hitler), na swoje określenie używali nazwy kameraad (mężczyźni) i kameraadske (kobiety), a Mussert przyjął tytuł Leidera (podobnie jak hitlerowski Führer).

## Program
Program NSB nawiązywał do patriotycznych tradycji morskiego imperium Holandii w XVII wieku i uznawał chrześcijaństwo za jedną z podstaw narodowej egzystencji. Partia opowiadała się za stworzeniem silnego rządu, przestrzeganiem narodowego poczucia godności osobistej, wprowadzeniem porządku i dyscypliny w życiu społecznym, politycznym i gospodarczym, solidarnością międzyklasową, priorytetem interesów narodowych nad partykularnymi i grupowych nad jednostkowymi oraz powołaniem korporacji i wprowadzeniem planowania gospodarczego. Jedną z głównych idei NSB było połączenie Holandii z belgijską Flandrią w tak zwaną Wielką Holandię (Dietsland). Po 1936 roku w jej programie pojawiły się silne wątki antysemickie i rasistowskie (do tego czasu jej członkami byli też Żydzi). Zaczęto również popierać agresywną politykę zagraniczną nazistowskich Niemiec i faszystowskich Włoch. Z drugiej strony lider NSB, Anton Mussert, kreował swój wizerunek jako umiarkowanego i pragmatycznego polityka, respektującego demokratyczne reguły życia politycznego, co przyniosło partii sukcesy, zwłaszcza w połowie lat 30.

## II wojna światowa

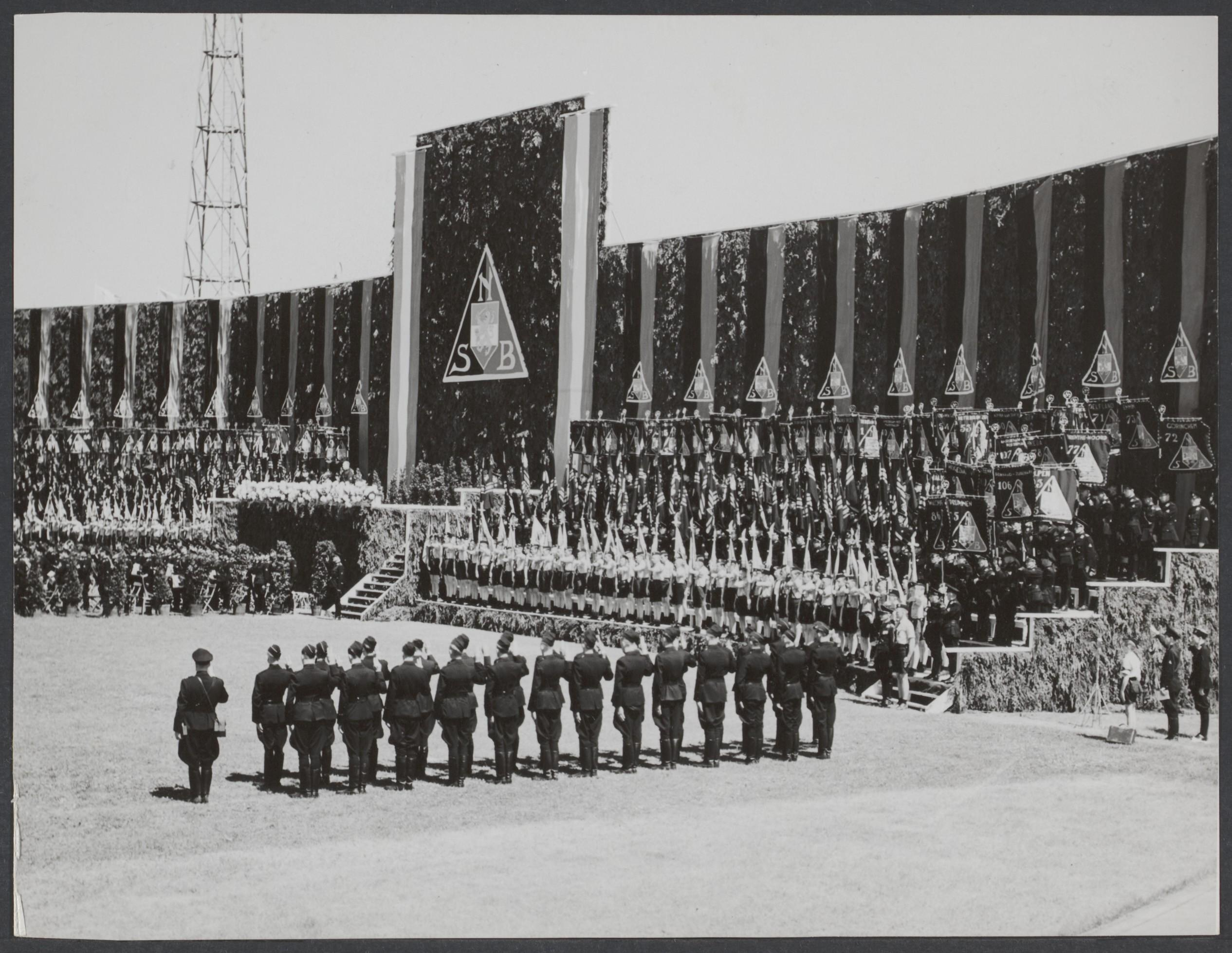
Zjazd NSB w Utrechcie w 1941 r.

W przeddzień najazdu Niemiec na Holandię władze państwowe zdelegalizowały NSB i internowały prewencyjnie 31 jej działaczy z van Tonningenem na czele (ale bez Musserta). Podczas działań wojennych nie odnotowano żadnych przypadków zdrady ze strony żołnierzy będących członkami NSB; również Mussert potępił i usunął z partii około 100 członków przebywających już od dawna w Niemczech i uczestniczących w dywersyjnych atakach niemieckich spadochroniarzy. Po rozpoczęciu okupacji Mussert zaczął żywić nadzieję zbudowania „Wielkiej Holandii” jako niepodległego państwa pozostającego w sojuszu z III Rzeszą i pod jego prezydenturą. Umacniał go w tym Komisarz Rzeszy w Holandii (stosujący umiarkowany kurs), Arthur Seyss-Inquart. NSB otrzymało od Niemców finansowe i ideologiczne wsparcie, dzięki czemu liczba jej członków wzrosła w połowie 1941 roku do około 100 tysięcy. W sierpniu tego roku reaktywowano paramilitarne bojówki Weerbaarheidsafdeling, a Mussert przybrał tytuł Wodza (De Leider) ruchu. W tym czasie zaangażował się on, wraz z partią, w akcję rekrutacyjną do dwóch pułków Waffen-SS – „Westland” i „Nordwest” – a następnie Ochotniczego Legionu Holenderskiego, wysłanego na front wschodni do walki z Sowietami. NSB odgrywało podstawową rolę na poziomie niższej administracji: wszyscy nowi burmistrzowie miast byli członkami partii.
Jednocześnie coraz większego znaczenia w partii nabierał van Tonningen, który reprezentował pronazistowskie stanowisko i w związku z tym był popierany przez Reichsführera SS Heinricha Himmlera. Uniezależnił on od NSB i jego przywódcy holenderskie SS, pomimo skarg Musserta do Hitlera, i prowadził wielkogermańską propagandę. W grudniu 1942 doszło do spotkania Musserta z Hitlerem, podczas którego ten nie zgodził się na mianowanie lidera NSB szefem kolaboracyjnego rządu, a jedynie uznał w nim wodza narodu holenderskiego. Przeciwny polityce Komisarza Rzeszy, Seyssa-Inquarta, wyższy dowódca SS i Policji, Hans Rauter popierał rywalizujących z Mussertem przedstawicieli radykalnego skrzydła NSB: van Tonningena, van Geelkerena i Feldmeijera (szefa Nederlandsche SS). Stopniowo Mussert tracił kontrolę nad szeregowymi członkami NSB, którzy czynnie współpracowali z niemiecką policją i uprawiali szpiegostwo. Partia, wzorując się na NSDAP, stała się antysemicka i zaczęła brać udział w wystąpieniach przeciwko ludności żydowskiej. Latem 1943 wielu członków NSB wstąpiło do formacji Landwacht Nederland, która pełniła funkcje obrony terytorialnej. Po zajęciu Antwerpii przez aliantów, we wrześniu 1944, większość czołowych działaczy NSB uciekła do Niemiec. Po zakończeniu wojny NSB została zdelegalizowana. Wielu działaczy zostało aresztowanych, a kilku – w tym Antona Musserta – skazano na śmierć.